# Txapar Khan
Txapar Khan (de vegades Djeper Khan) fou un kan mongol de la branca ogodeïda, fill i successor de Kaidu Khan quan aquest va morir el 1301.
A la mort de Kaidu Khan, Duwa, el kan de Txagatai, no va reconèixer com a successor al fill Orus, i va designar al fill gran Txapar Khan, que finalment, mercès a aquest suport, fou entronitzat el 1303. Duwa va insistir a Txapar: "Deixem els mongols de perdre sang en les lluites un contra l'altra. És millor sotmetre's al gran kan Temür".

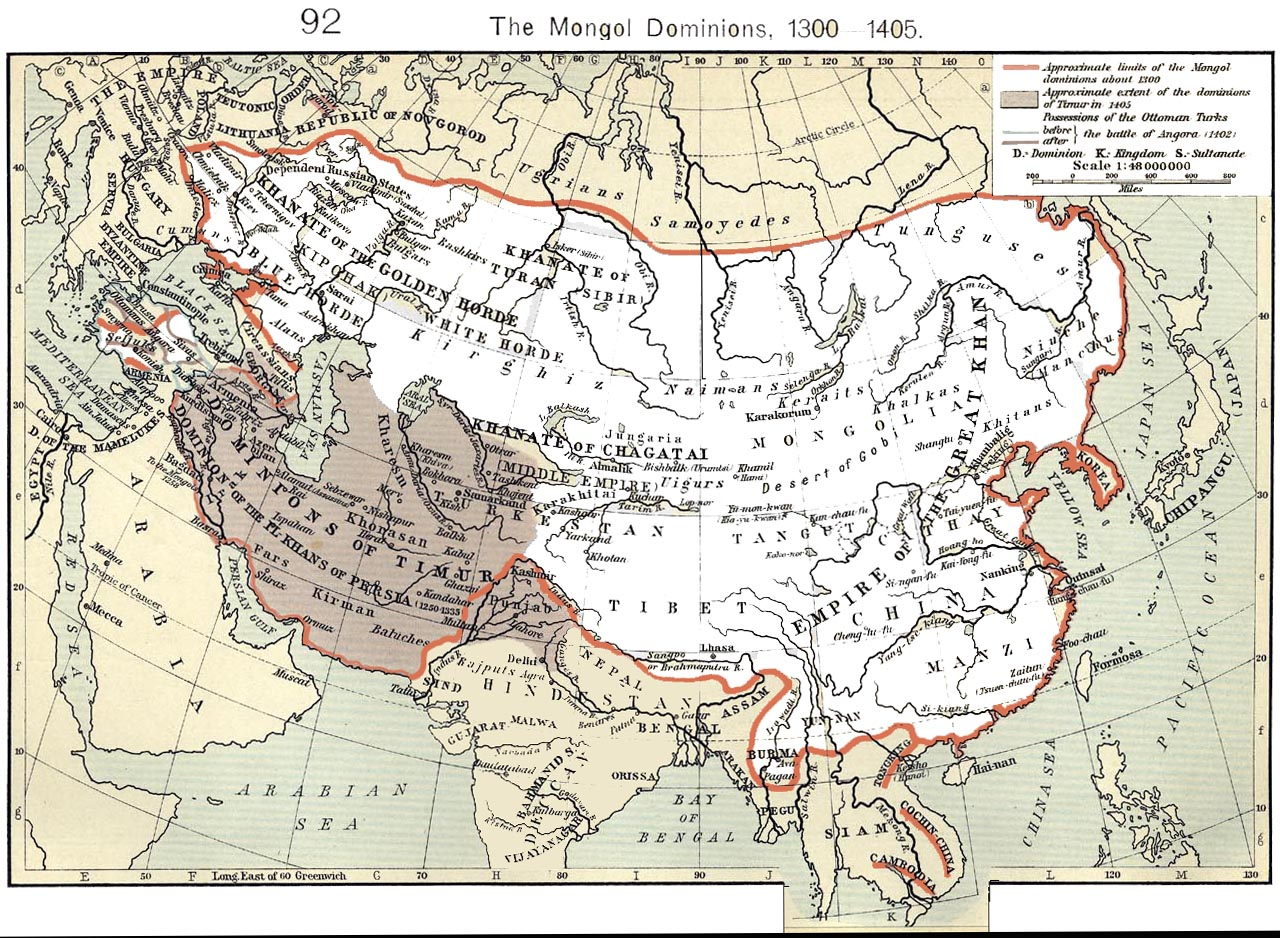
Imperi Mongol vers 1300. L'àrea en gris és el posterior imperi timúrida.

Poc després Duwa procurava acabar el conflicte amb Temür Kan (Txenzong), i al voltant de 1304 una pau general entre els estats mongols (Txapar Khan ogoteïda de Txagatai, Duwa Khan txagataïda de Txagatai, Tokhta Khan de l'Horda d'Or, Oldjeitu del il-kanat i Temür Khan o Txengzong de la dinastia Yuan de la Xina) fou declarada, posant punt final a la guerra civil de l'Imperi Mongol a l'Àsia que havia durat mig segle. La pau general afavoria més a Duwa que a Txapar Khan, i va ser causa de conflicte entre ambdós. Duwa esperava desfer-se del domini del fill de Kaidu i per això procurava millorar relacions amb el gran kan Txengzong (Temür) que li va donar suport; tenia l'avantatge de ser un hereu legítim al kanat de Txagatai mentre Txapar era un ogodeïda.
Txapar es va negar a assistir a una reunió que Duwa va arranjar per a celebrar la pau, i el 1305 o el 1306 el conflicte esclatava entre les tropes dels dos bàndols, probablement degut als intents de Duwa de prendre control de parts de les terres de Txapar que li havia concedit Txengzong (Temür). La guerra va durar un temps però sense resultats decisius; Duwa va vèncer entre Khodjent i Samarcanda però al seu torn fou derrotat per Shah Oghul, germà de Txapar; un altre germà de Txapar Khan, Sarban, va marxar a Pèrsia i va abandonar la regió de l'Oxus, però la regió al voltant de Samarcanda continuava infestada de seguidors de la família de Kaidu.
Duwa va proposar la pau; Txapar, creient que era sincer va acceptar, ordenant retirar-se als seus germans. Les forces de Duwa llavors van derrotar a Baba, un seguidor de Txapar, i van saquejar Talas, i van cèncer al germà de Txapar Khan. Al front oriental Duwa va convèncer el comandant de frontera dels yuan, Qaishan, de combatre el germà de Txapar, Orus, al que va derrotar el juny de 1306.
Txapar que llavors era a la regió entre l'Irtix Negre i el Yulduz, va mobilitzar les seves pròpies forces, però uns quants dels seus comandants van desertar, i els yuans van enviar una gran força gran en ajut de Duwa. Envoltat per aquest exèrcit, Txapar es va haver de rendir. La part nord-est del regne de Duwa fou cedida a la dinastia Yuan, i Duwa després va rebre regals de Txengzong, com a prova de les bones relacions entre el Kanat de Txagatai i la dinastia xinesa per primer cop des de la meitat del segle xiii. Duwa al principi va donar a Txapar Khan un territori petit i una pensió, però després va matar o capturar molts dels seus seguidors, i va deposar Txapar el 1307 posant al seu lloc al seu germà Yangitxar, que no havia lluitat contra Duwa anteriorment. Yangitxar no va rebre tot el territori i una part fou per Tügme, un net de Güyük Khan. Aquell mateix any 1307 va morir Duwa i fou succeït pel seu fill Köntxek i llavors Txapar va tornar a la lluita, però els darrers ogodeïdes foren derrotats el 1309 i Txapar es va sotmetre al gran kan Ayurbarwada, acabant la guerra civil (1310). Ni Txapar ni els seus parents ogodeïdes van aconseguir el Kanat de Txagatai. Després d'això membres de la nissaga apareixen ocasionalment com a kans rivals o kans titelles sota poderosos noyans mongols, a Mongòlia i Transoxiana en els segles xiv i xv.